# Amaranterorden

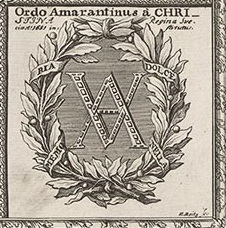
Amaranterordens tecken ur Suecia antiqua et hodierna.

Amaranterorden (franska: La frairie d'Amarante, "Amarantas brödraskap") var en hovorden grundad av drottning Kristina år 1653. Orden var ursprungligen avsedd endast för drottningens närmaste bekantskapskrets, men kom att delas ut även till främmande furstar i likhet med en statsorden. Den upphörde i och med drottningens abdikation år 1654.
År 1760 återupptogs tanken på detta svenska ordenssällskap, vilket ledde till att Stora Amaranterorden instiftades, inspirerad av drottning Kristinas orden. Stora Amaranterorden fortlever ännu.
År 1864 framfördes Oscar Wijkanders pjäs Amaranterorden med Elise Hwasser i huvudrollen som drottning Kristina.

## Historia

Ordens grundare, drottning Kristina.

### Drottning Kristina
Om ordens upphov talar drottningen själv i en i Rom författad uppsats "Information de la frairie d'Amarante". I stället för de vanliga kostymbalerna ("Värdshus"; wirtschaft) beslöt drottningen på trettondagen 1653 att ge en utomordentlig fest, med gudar och gudinnor, herdar och herdinnor, "efter Augusti exempel". Festsalen föreställde Arkadien och drottningen var herdinnan Amaranta och serverade själv "gudarna". Slutligen, efter att hon mitt under festen klätt om sig, lät hon gästerna dela mellan sig hennes dyrbara kostym och bildade ett "frairie appelée du nom de geselschaft". Till de herrar och damer som blev medlemmar i orden delade drottningen ut ett tecken bestående av Amarantas dubbelinitial i diamanter, omsluten av en corona civica ("medborgarkrona") med inskriften: Dolce ne sarà la memoria ("Ljuvt skall minnet härav vara"). Tecknet bars i ett "eldrött" band.
16 herrar och 16 damer, "av dem som deltog i hennes intimaste förlustelser", upptogs i sällskapet, vars privilegium det var att om lördagarna supera med drottningen på Ulriksdal för att "lära känna och beundra denna furstinnas känslor". Bland medlemmarna har man särskilt ihågkommit spanske ambassadören Antonio Pimentel, vars födelseorts namn, Amarante, man satt i förbindelse med drottningens herdinnenamn vid festen.
Bland de ursprungliga medlemmarna fanns Spaniens ambassadör Antonio Pimentel, Frankrikes ambassadör Pierre Chanut, Republiken Venedigs ambassadör Francesco Morosini, Danmarks rikshovmästare Corfitz Ulfeldt, Polens kronkansler Hieronim Radziejowski, kammarherre Christoph Delphicus zu Dohna, Jakob De la Gardie, Magnus Gabriel De la Gardie och Clas Tott. Orden delades även ut till Wladislav av Polen, kurfursten Johan Georg av Sachsen, lantgreve Fredrik av Hessen.

### Gustav III
Gustav III, som utförligt skildrat ordens instiftande i sin pjäs Drottning Kristina, övervägde att återinstifta den. 1780 färdigställde han statuter och skisser på ordenstecken. Ursprungligen hade kungen tänkt sig en damorden för hovets damer och fruarna till rikets högsta ämbetsmän. Han övergick senare till en hovorden inbegripande 12 damer och 18 herrar (oräknat serafimerriddarna, samt Svärds- och Vasaordnarnas storkors). Innehavarna av orden skulle kunna visa på ett visst antal adliga anor. I och med att adeln gick i opposition mot kungen stannade förslaget på pappret. Statuterna samt skisser på ordenskedja och ordensstav finns bevarade i Uppsala universitetsbibliotek.